# 東華盛頓鎮區 (堪薩斯州賴斯縣)
東華盛頓鎮區（英語：East Washington Township）為美國堪薩斯州賴斯縣轄下的鎮區。2010年美国人口普查中此鎮區人口有152人。

## 地理
東華盛頓鎮區涵蓋總面積為93.4平方（36.07平方英里），其中陸地面積為93.4平方（36.06平方英里），水域面積為0.026平方（0.01平方英里）或0.03%。

## 人口統計
根據2010年美國人口普查，東華盛頓鎮區人口有152人，其中男性有80人，女性有72人，人口密度為每平方公里1.63人，住房計68戶。鎮區內的白人有151人，非裔美國人有0人，美洲原住民有0人，亞裔美國人有1人，太平洋島裔美國人有0人，其他種族有0人，混血種族則有0人。此外鎮區內有0人為西班牙裔或拉丁裔美國人。此鎮區之年齡中位數為48.0歲，而男性年齡中位數為48.7歲，女性年齡中位數為46.0歲。